# Lobocheilos melanotaenia
Lobocheilos melanotaenia är en fiskart som först beskrevs av Fowler, 1935.  Lobocheilos melanotaenia ingår i släktet Lobocheilos och familjen karpfiskar. IUCN kategoriserar arten globalt som livskraftig. Inga underarter finns listade i Catalogue of Life.